# 피에르-뤽 브리양

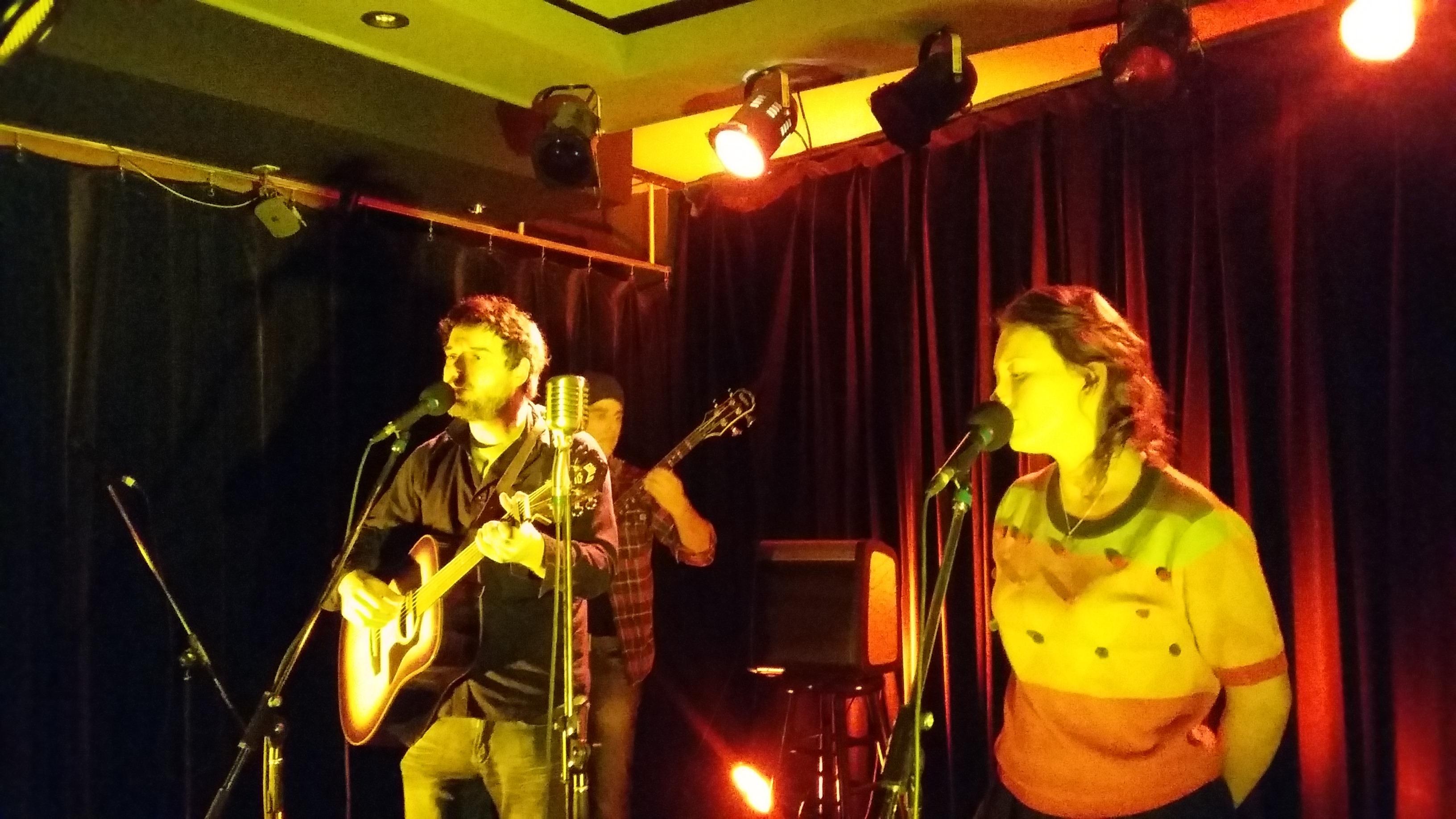

피에르-뤽 브리양(Pierre-Luc Brillant, 1978년 1월 29일 ~ )은 캐나다의 배우, 작곡가 겸 작사가, 영화배우, 텔레비전 배우이다.

## 영화
- 르 니드 (2018년)
- 빌어먹을 사춘기 (2018년)
- 안토니 에 마리 (2014년)
- 아쿠아리움 (2013년)
- 해체 (2013년)
- 라 벨르 프로방스 (2012년) - 블랙 역
- 라 런 (2011년)
- Romaine par moins 30 (2009)
- 오브 마더스 앤 타이즈 (2008년)
- 괜찮아질꺼야 (2008년)
- 보더라인 (2008년) - 미카엘 역
- 마이 걸, 마이 엔젤 (2006년)
- 크.레.이.지 (2005년) - 레이몽 볼리외 역
- 메모리스 언락 (1999년)
- 매투살렘 2 (1997년)